# Unterseeboot type II
Vous pouvez aider à l'améliorer ou bien discuter des problèmes sur sa page de discussion.
- Il ne cite pas suffisamment ses sources. Vous pouvez indiquer les passages à sourcer avec {{référence nécessaire}} ou {{Référence souhaitée}}, et inclure les références utiles en les liant aux notes de bas de page. (Marqué depuis juillet 2025)
- Son texte doit être wikifié : il ne correspond pas à la mise en forme Wikipédia (style, typographie, liens internes, liens entre les wikis, etc.). (Marqué depuis juillet 2025)

- Archive Wikiwix
- Bing
- Cairn
- DuckDuckGo
- E. Universalis
- Gallica
- Google
- G. Books
- G. News
- G. Scholar
- Persée
- Qwant
- (zh) Baidu
- (ru) Yandex
- (wd) trouver des œuvres sur Wikidata

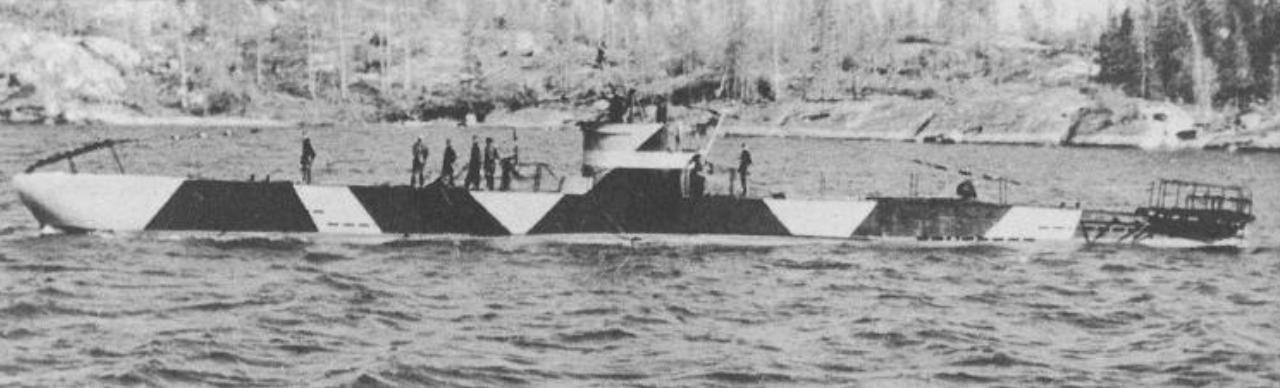
Un sous-marin finlandais CV-707, renommé par la suite Vesikko, aujourd'hui visible à Suomenlinna.

Le U-Boot de type II est un modèle de sous-marin côtier de la Kriegsmarine qui s'inspire du Vesikko (CV-707) finlandais. Ce sous-marin de défense côtière étant trop petit pour mener des opérations à longue distance, l'Allemagne en construit un grand nombre sans que cela ne soulève de protestation alliée, notamment en raison de son caractère défensif et de son armement réduit, ainsi que du fait qu'il était utilisé principalement pour former les officiers sous-mariniers allemands.
À la suite de la signature du Traité de Versailles, à la fin de la Première Guerre mondiale, l'Allemagne a été désarmée, contrainte de livrer l'intégralité de la flotte de la Kaiserliche Marine (qui se sabordera dans la baie écossaise de Scapa flow, où elle était internée) et s'est vu interdire la construction de nouveaux sous-marins.
À partir de la fin des années 1920 et du début des années 1930, l'Allemagne reconstitue ses forces armées. Le rythme du programme de réarmement s'accélére avec l'arrivée au pouvoir d'Adolf Hitler. Le premier U-Boot de type II est lancé le 11 février 1935. Sachant que cela serait pris comme une tentative de réarmement, Hitler a signé le 18 juin 1935 un accord avec l'Angleterre qui autorisait l'Allemagne à construire une flotte de surface équivalente à 35 % de celle de la Royal Navy, et une flotte de sous-marins égale. 11 jours plus tard, l'U-1 était officiellement lancé.
La principale caractéristique du type II est sa petite taille, qui lui a valu le surnom de « Pirogue », et qui lui confére l'avantage, sur les autres navires de taille plus importante, d'intervenir dans les eaux peu profondes, de plonger plus rapidement, et d'être moins facilement repérable, notamment en raison de son petit massif. En contrepartie, sa profondeur de plongée, son rayon d'action et son armement sont limités, et les conditions de vie à bord pénibles.
L'U-Boot de modèle ou de type II ne possède qu'une coque et n'est pas compartimenté. Il dispose de 3 tubes lance-torpilles avant, et d'une réserve de 5 torpilles, dont 3 préchargées dans les tubes. 1 canon de 20 mm` 2 cm-Flak C/30 est également fourni, mais pas en tant qu'armement de pont[pas clair].
L'espace intérieur est restreint. Les 2 torpilles en réserve occupent l'espace depuis les tubes jusqu'au poste de central de navigation, et la plupart des 24 membres d'équipage vivent également entre ces deux zones, partageant 12 couchettes. 4 couchettes supplémentaires sont également disposées à proximité des moteurs pour les mécaniciens. Les sanitaires et la cuisine sont également sommaires, rendant ardues les conditions de vie lors des patrouilles.
La plupart des types II ont été retirés du service opérationnel après le tout début de la Seconde Guerre mondiale, servant alors à la formation et à la mise en condition des équipages. Quelques-uns d'entre eux sont transportés dans la Mer Noire, où ils sont utilisés contre la Russie. En comparaison avec d'autres sous-marins allemands, et malgré quelques accidents, très peu de types II sont perdus, ceci notamment en raison du fait que ces derniers servaient principalement à l'entraînement et ont très peu participé à la guerre sous-marine.
Ce premier pas en direction du réarmement avait pour objectif de fournir à l'Allemagne une expérience dans la construction et dans l'utilisation de sous-marins, ainsi que de mettre en place les fondations d'une industrie navale permettant la construction de navires plus importants par la suite. À ce titre, les sous-marins de type II étaient efficaces et ont parfaitement rempli leurs objectifs.

## Type II classe A
Entre 1934 et 1935, le chantier naval Deutsche Werke AG de Kiel a construit 6 U-Boote type II-A : U-1, U-2, U-3, U-4, U-5, U-6.
| Bateaux   | Nbr | Chantier naval       | N° fabrique | Construction |
| --------- | --- | -------------------- | ----------- | ------------ |
| U-1 à U-6 | 6   | Deutsche Werke, Kiel | 236 à 241   | 1935         |

| Déplacement         | 254 t (surface) 303 t (plongée)                          |
| Longueur            | 40,90 m (hors-tout) 27,80 m (coque pressurisée)          |
| Largeur             | 4,08 m (hors-tout) 4,00 m (coque pressurisée)            |
| Tirant d'eau        | 3,83 m                                                   |
| Hauteur             | 8,60 m                                                   |
| Motorisation        | 700 ch (2 moteurs Diesel) 360 ch (2 moteurs électriques) |
| Vitesse             | 13 nœuds (surface) 6,9 nœuds (plongée)                   |
| Rayon d'action      | 2 500 km (surface à 8 nœuds) 55 km (plongée à 4 nœuds)   |
| Armement principal  | 3 tubes lance-torpilles avant 5 torpilles en magasin     |
| Armement secondaire | 1 canon de 20 mm 2 cm-Flak C/30                          |
| Profondeur          | 100 m (garantie) 150 m (maximale)                        |
| Équipage            | 22 à 25 hommes                                           |
| Unités produites    | 6                                                        |
| Unités perdues      | 3                                                        |

## Type II classe B
Entre 1935 et 1936, les chantiers navals Deutsche Werke et Germaniawerft de Kiel ont construit 20 U-Boote type II-B, auxquels se sont ajoutés deux construits par le chantier naval Flender-Werke de Lübeck entre 1938 et 1940.
| Bateaux        | Nbr | Chantier naval        | N° fabrique | Construction |
| -------------- | --- | --------------------- | ----------- | ------------ |
| U-7 à U-12     | 6   | Germaniawerft, Kiel   | 541 à 546   | 1934 - 1935  |
| U-13 à U-16    | 4   | Deutsche Werke, Kiel  | 248 à 251   | 1935         |
| U-17 à U-24    | 8   | Germaniawerft, Kiel   | 547 à 554   | 1935 - 1936  |
| U-120 et U-121 | 2   | Flender-Werke, Lübeck | 268 et 269  | 1937 - 1940  |

Deutsche WerkeU-7, U-8, U-9, U-10, U-11, U-12 ;
GermaniawerftU-13, U-14, U-15, U-16, U-17, U-18, U-19, U-20, U-21, U-22, U-23, U-24 ;
Flender-WerkeU-120, U-121.
| Déplacement         | 279 t (surface) 328 t (plongée)                                                                |
| Longueur            | 42,70 m (hors-tout) 28,20 m (coque pressurisée)                                                |
| Largeur             | 4,08 m (hors-tout) 4,00 m (coque pressurisée)                                                  |
| Tirant d'eau        | 3,90 m                                                                                         |
| Hauteur             | 8,60 m                                                                                         |
| Motorisation        | 700 ch (2 moteurs Diesel) 360 ch (2 moteurs électriques)                                       |
| Vitesse             | 13 nœuds (surface) 7 nœuds (plongée)                                                           |
| Rayon d'action      | 3100 milles marins - 5 750 km (surface à 8 nœuds) 43 milles marins - 70 km (plongée à 4 nœuds) |
| Armement principal  | 3 tubes lance-torpilles avant 5 torpilles en magasin                                           |
| Armement secondaire | 1 canon de 20 mm 2 cm-Flak C/30                                                                |
| Profondeur          | 100 m (garantie) 150 m (maximale)                                                              |
| Équipage            | 22 à 25 hommes                                                                                 |
| Unités produites    | 22                                                                                             |
| Unités perdues      | 8                                                                                              |

## Type II classe C
Entre 1937 et 1940, les chantiers navals Deutsche Werke de Kiel ont construit 8 U-Boote type II-C : U-56, U-57, U-58, U-59, U-60, U-61, U-62, U-63.
| Bateaux     | Nbr | Chantier naval       | N° fabrique | Construction |
| ----------- | --- | -------------------- | ----------- | ------------ |
| U-56 à U-63 | 8   | Deutsche Werke, Kiel | 255 à 262   | 1937 - 1940  |

| Déplacement         | 291 t (surface) 341 t (plongée)                          |
| Longueur            | 43,90 m (hors-tout) 29,60 m (coque pressurisée)          |
| Largeur             | 4,08 m (hors-tout) 4,00 m (coque pressurisée)            |
| Tirant d'eau        | 3,82 m                                                   |
| Hauteur             | 8,40 m                                                   |
| Motorisation        | 700 ch (2 moteurs Diesel) 410 ch (2 moteurs électriques) |
| Vitesse             | 12 nœuds (surface) 7 nœuds (plongée)                     |
| Rayon d'action      | 6 100 km (surface à 8 nœuds) 67 km (plongée à 4 nœuds)   |
| Armement principal  | 3 tubes lance-torpilles avant 5 torpilles en magasin     |
| Armement secondaire | 1 canon de 20 mm 2 cm-Flak C/30                          |
| Profondeur          | 100 m (garantie) 150 m (maximale)                        |
| Équipage            | 22 à 25 hommes                                           |
| Unités produites    | 8                                                        |
| Unités perdues      | 3                                                        |

## Type II classe D
Entre 1939 et 1940, les chantiers navals Deutsche Werke de Kiel ont construit 16 U-Boote type II-D : U-137, U-138, U-139, U-140, U-141, U-142, U-143, U-144, U-145, U-146, U-147, U-148, U-149, U-150, U-151, U-152.
| Bateaux       | Nbr | Chantier naval       | N° fabrique | Construction |
| ------------- | --- | -------------------- | ----------- | ------------ |
| U-137 à U-152 | 16  | Deutsche Werke, Kiel | 266 à 281   | 1939 - 1941  |

| Déplacement         | 314 t (surface) 364 t (plongée)                          |
| Longueur            | 43,97 m (hors-tout) 29,80 m (coque pressurisée)          |
| Largeur             | 4,92 m (hors-tout) 4,00 m (coque pressurisée)            |
| Tirant d'eau        | 3,93 m                                                   |
| Hauteur             | 8,40 m                                                   |
| Motorisation        | 700 ch (2 moteurs Diesel) 410 ch (2 moteurs électriques) |
| Vitesse             | 12,7 nœuds (surface) 7,9 nœuds (plongée)                 |
| Rayon d'action      | 9 000 km (surface à 8 nœuds) 90 km (plongée à 4 nœuds)   |
| Armement principal  | 3 tubes lance-torpilles avant 5 torpilles en magasin     |
| Armement secondaire | 1 canon de 20 mm 2 cm-Flak C/30                          |
| Profondeur          | 100 m (garantie) 150 m (maximale)                        |
| Équipage            | 22 à 25 hommes                                           |
| Unités produites    | 16                                                       |
| Unités perdues      | 3                                                        |

## Sources
- (en) Cet article est partiellement ou en totalité issu de l’article de Wikipédia en anglais intitulé « German Type II submarine » (voir la liste des auteurs).

1. 1 2  (en) Jon Sutherland et Diane Canwell, U-Boats at War in World War I and II, Casemate Publishers, 19 novembre 2009 (ISBN 978-1-78303-867-1, lire en ligne)
2. ↑  (de) Lars Ulrich Scholl, Technikgeschichte des industriellen Schiffbaus in Deutschland, Kabel, 1994 (ISBN 978-3-8225-0270-9, lire en ligne), p. 161